# سانادا یوکیمورا
سانادا یوکیمورا (به ژاپنی: 真田 幸村) سانادا نوبوشیکه (به ژاپنی: 真田 信繁（さなだ のぶしげ)، گنجیرو (به ژاپنی: 源次郎) (۱۵۶۷ – ۳ ژوئن ۱۶۱۵) سامورایی ژاپنی در دوره سنگوکو و یکی از قهرمان‌های بزرگ تاریخ ژاپن بود. او یکی از جنگجویان به نام ژاپن بود، پدرش سانادا ماسایوکی و برادرش سانادا نوبویوکی بودند و به خاندان تاکدا نیز کمک فراوانی کرد و در جنگ با توکوگاوا ایه‌یاسو کشته شد و به او لقب قهرمان اول ژاپن را دادند.
یوکیمورا از جنگجویان بزرگ ژاپن بود که در محاصره اوساکا، که بین تویوتومی هیده‌یوری و توکوگاوا ایه‌یاسو درگرفت، بعد از نشان دادن شجاعت و دلاوری‌های فراوان کشته شد. شجاعت‌های وی در نبردهایش (به خصوص محاصره اوساکا) او را به بزرگترین قهرمان تاریخ ژاپن تبدیل کرد.

## محاصره اوساکا

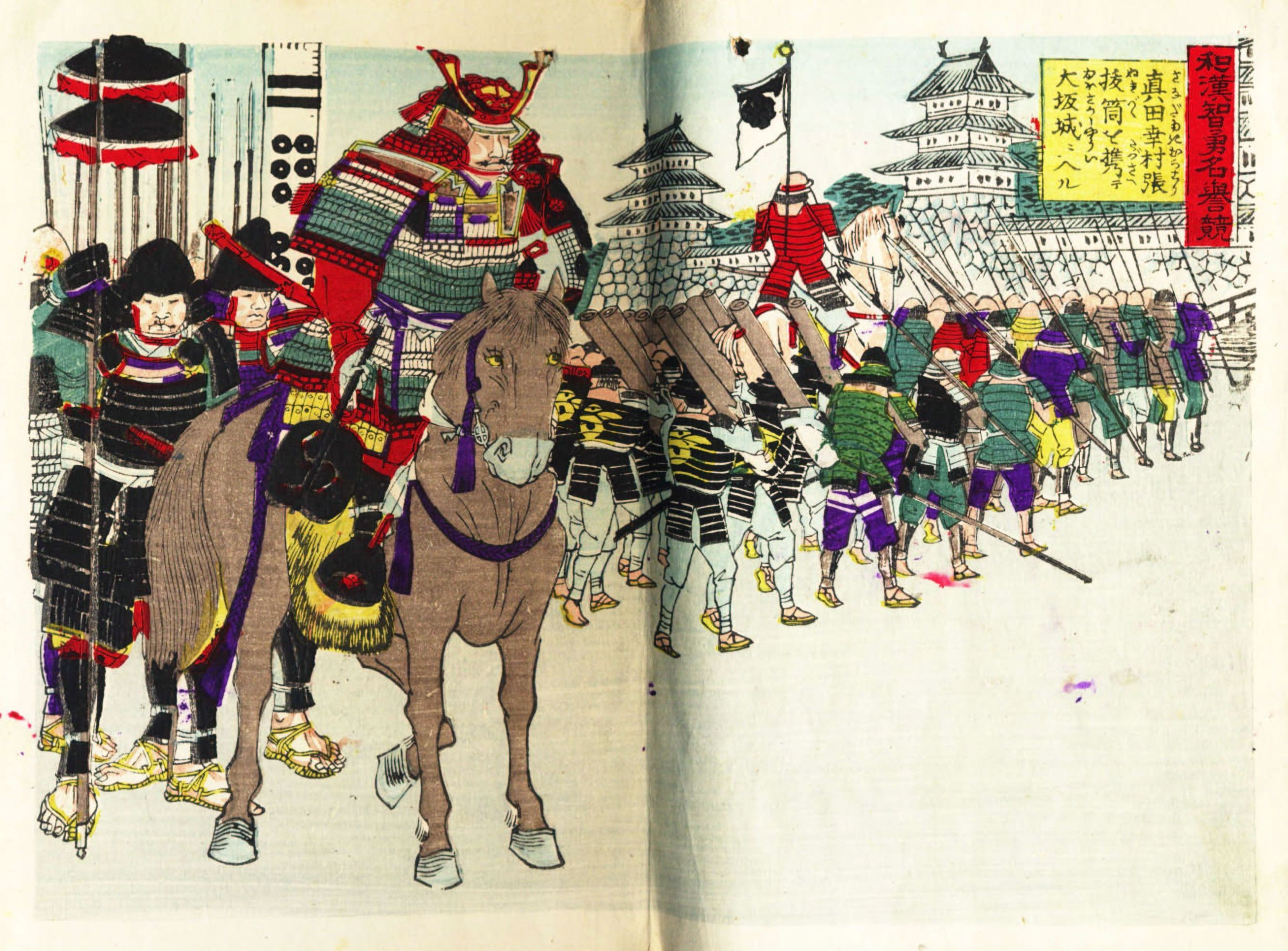
یک اثر چوب از سانادا یوکیمورا در دوره‌ میجی با کماندارهای خود در اوساکا

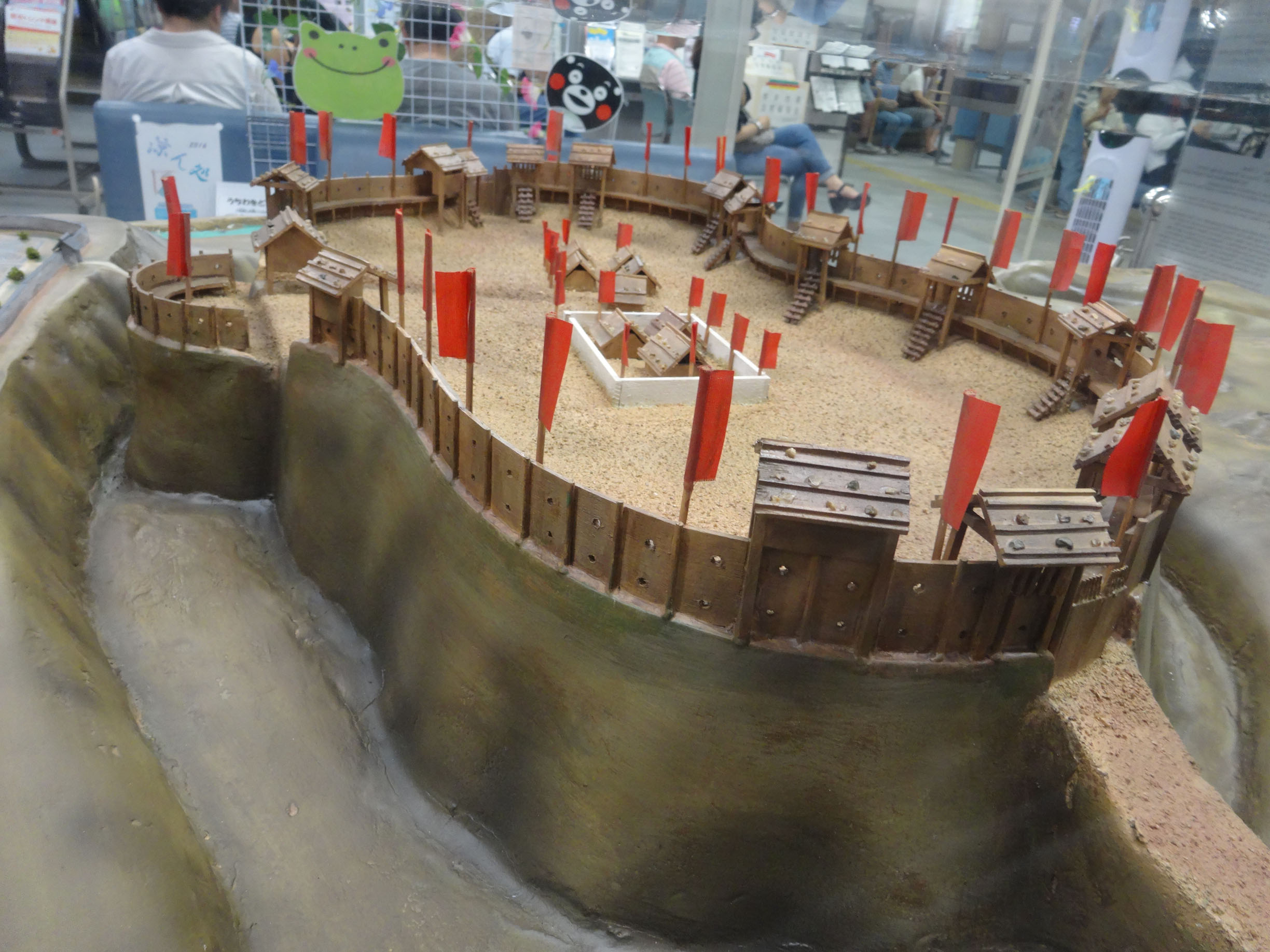
مدل بازسازی شده سانادا‌ مارو

محاصره قلعه اوساکا یکی از سلسله نبردهایی بود که توسط شوگون‌سالاری توکوگاوا علیه خاندان تویوتومی صورت گرفت و به نابودی آن خاندان دچار شد. این محاصره به دو مرحله (کمپین زمستانی و کمپین تابستانی) تقسیم شد که از سال ۱۶۱۴ تا ۱۶۱۵ ادامه داشت، این محاصره به مقاومت آخرین مخالفان مسلح علیه شوگون‌سالاری توکوگاوا در ژاپن پایان داد.

### محاصره زمستانی قلعه اوساکا
محاصره زمستانی از ۱۹ نوامبر ۱۶۱۴ آغاز شد و تا ۲۲ ژانویه ۱۶۱۵ هنگامی که آتش‌بس انجام شد، تمام شد.
در ۱۹ نوامبر، نیروهای توکوگاوا (تقریباً ۳۰۰۰ مرد) به یک قلعه در کنار رودخانه کیزو حمله کردند و آن را ویران کردند. یک هفته بعد، نیروهای توکوگاوا با ۱٫۵۰۰ مرد در برابر یک نیروی ۶۰۰ نفری به روستای ایمافوکو حمله کردند. با کمک یک گروه از کمانداران، توکوگاوا یک بار دیگر پیروزی را ادعا کرد. قبل از شروع محاصره در قلعه اوساکا، در ۴ دسامبر ۱۶۱۴، چندین قلعه کوچک و روستا دیگر مورد حمله قرار گرفتند. یوکیمورا قلعه کوچکی به نام سانادا مارو را در گوشه جنوب غربی قلعه اوساکا بنا کرد. سانادا مارو استحکام و باروی کوچکی است که توسط ۷۰۰۰ مرد تحت فرمان یوکیمورا دفاع می‌شد. او نیروهای توکوگاوا (تقریبا ۳۰٬۰۰۰ مرد) را با گروه‌های ۶۰۰۰ کماندار شکست داد. نیروهای شوگون بارها و بارها نابود می‌شدند و سربازان خاندان سانادا چندین بار حمله به خطوط محاصره را آغاز کردند و سه بار از هم پاشیدند. سپس ایه‌یاسو توپخانه‌هایی آورد که شامل ۱۷ توپ وارداتی اروپایی و توپ‌های آهنین که برای حفاری در زیر دیوارهای قلعه استفاده می‌کردند. این قلعه غیرقابل نفوذ بود. توکوگاوا متحمل خسارات زیادی شد.
ایه‌یاسو در تلاش برای از بین بردن قلعه در طول این نبرد برای آتش‌بس با تویوتومی هیده‌یوری دست کشید. وی پیشنهاد داد که شرایط آتش‌بس نابود کردن خندق بیرونی قلعه باشد. وقتی فرستاده وی وارد محوطه قلعه شد، آنها نه تنها خندق بیرونی بلکه سانادا مارو را نیز نابود کردند.

### محاصره تابستانی اوساکا و مرگ
در تاریخ ۳ ژوئن ۱۶۱۵ در نبرد Dōmyōji، سانادا یوکیمورا به فرماندهی ارتش اوساکا در سمت راست بود و درگیر نبرد با نیروهای داته ماسامونه در منطقه شد. این درگیری حدود ساعت ۱۲:۰۰ صورت گرفت و تا ساعت ۵ عصر سانادا یوکیمورا تصمیم به عقب‌نشینی به سمت قلعه اوساکا گرفت.
در تاریخ ۳ ژوئن ۱۶۱۵، در نبرد Tennōji پس از عقب‌نشینی به سمت قلعه اوساکا، یوکیمورا با نیروهای عظیم توکوگاوا نزدیک به ۱۵۰۰۰۰ در حال حرکت مواجه شد و به معنی نبرد نهایی او بود. روی قلعه هنگامی که نیروهای توکوگاوا هنوز در حال شکل‌گیری بودند، نیروهای تویوتومی آخرین حمله تندرو را با تقریباً ۵۴۰۰۰ تا ۶۰٬۰۰۰ سرباز خود آغاز کردند. هنگامی که خاندان توکوگاوا به سمت چپ خود در زیر ماتسودیرا تادانائو لشکر کشی کردند، سربازان یوکیمورا ناامید شدند و همراه با مأموریت موری کاتسوناگا ناامیدانه جنگیدند. هنگامی که نیروهای ماتسودیرا شروع به فروپاشی کردند، ایه‌یاسو برای حمایت از ماتسودایارا نیروهای شخصی خود را به سمت بالا فرستاد و یوکیمورا شانس او را برای از بین بردن دید. اگر او می‌توانست نیروهای توگوگاوا را به اندازه کافی معطل نگه دارد تا هیده‌یوری بتواند از قلعه بیرون بیاید و به نیروهای توکوگاوا را در معرض خطر قرار دهد، نیروهای تویوتومی ممکن است شانس پیروزی را داشته یا امیدوار باشند؛ بنابراین، در این لحظه، یوکیمورا پسرش سانادا دایسوکه را به قلعه فرستاد تا از هیده‌یوری درخواست کند تا نقشه پدرش را انجام دهند. اما برای هیده‌یوری خیلی دیر شده بود. هنگامی که درگیری‌ها در اطراف او به راه افتاد، یوکیمورا خسته شده بود. یکی از سامورایی‌های توگوگاوا، یوکیمورا را شناخت و چالشی را مطرح کرد. یوکیمورا قادر به دوباره به دست آوردن قدرت برای جنگیدن نبود او گفت که کیست و کلاه خود را برداشت است. چند ثانیه بعد، زندگی وی به پایان رسید.
محلی که در آن یوکیمورا کشته شده‌است در حرم یاسویی واقع در غرب معبد شیتنوجی در اوساکا واقع شده‌است و قبر وی در زنمیوشو-این در اوئدا واقع شده‌است.

## والدین
- پدر: سانادا ماسایوکی
- مادر: کانشو-این

### خواهر و برادر
- موراماتسو-دونو
- سانادا نوبویوکی
- سانادا نوبوکاتسو
- سانادا ماساچیکا